# Palaeomolis rubescens
Palaeomolis rubescens är en fjärilsart som beskrevs av De Toulgoët 1983. Palaeomolis rubescens ingår i släktet Palaeomolis och familjen björnspinnare. Inga underarter finns listade i Catalogue of Life.